# Vorzugsaktie

Vorzugsaktie über 1000 RM der Deutschen Golddiskontbank

Die Vorzugsaktie ist eine Aktiengattung, bei welcher der Aktionär  kein Stimmrecht besitzt, dafür erhält er die Dividendengarantie auf eine bevorzugte, in der Regel höhere Dividende als beim Pendant der Stammaktie.

## Allgemeines
Bei der Vorzugsaktie werden die Rechte des Aktionärs aus Aktien um das Stimmrecht beschnitten. Aus Sicht des Anlegers eignen sich Vorzugsaktien besonders für Anleger mit rein finanziellen Interessen an Dividende und Dividendenrendite, die keine Kontrolle über ein Unternehmen mit ihrem Stimmrecht ausüben wollen. Aus Unternehmenssicht eignen sich Vorzugsaktien, um das Eigenkapital zu erhöhen, ohne die Kontrolle des Unternehmens in Form von Stimmrechten anteilsmäßig abgeben zu müssen. Vorzugsaktien eignen sich auch zur Überbrückung eines finanziellen Engpasses, da die Vorzugsdividende nachgezahlt werden kann, während die Zinsen einer Unternehmensanleihe – unabhängig von der Ertragslage – stets zu bedienen sind. Bei der Dividende wird die Stammaktie erst bedient, wenn die Ansprüche der Vorzugsaktionäre vollständig befriedigt sind.
Die Ausgabe von Vorzugsaktien mit Dividendengarantie in dem Sinne, dass unabhängig von einem etwa erzielten Gewinn die Dividende in der garantierten Höhe zu zahlen ist, widerspricht allerdings dem Wesen der aktienmäßigen Beteiligung.

## Rechtsfragen
Die Legaldefinition des § 139 Abs. 1 AktG geht davon aus, dass bei Aktien, die mit einem Vorzug bei der Gewinnverteilung ausgestattet sind, das Stimmrecht ausgeschlossen werden kann. Der Vorzug kann insbesondere in einem auf die Aktie vorweg entfallenden Gewinnanteil (Vorabdividende) oder einem erhöhten Gewinnanteil (Mehrdividende) bestehen. Wenn die Satzung nichts anderes bestimmt, ist eine Vorabdividende nachzuzahlen. Die Dividendengarantie stellt einen besonderen Vorteil dar, der nach § 26 Abs. 1 AktG in der Satzung erwähnt werden muss. Nach § 140 Abs. 1 AktG müssen stimmrechtslose Vorzugsaktien – mit Ausnahme des Stimmrechts – die gleichen Rechte wie Stammaktien gewähren. Entsprechend partizipiert eine Vorzugsaktie über den satzungsmäßigen Dividendenvorzug hinaus auch am anteiligen Bilanzgewinn.
Der vorrangige Dividendenvorzug nach § 141 Abs. 1 AktG und § 140 Abs. 3 AktG ist stets kumulativ ausgestaltet. Demnach ist der Ausfall einer Vorzugsdividende nachzuzahlen, es sei denn, die Vorzugsaktionäre stimmen einem Verzicht zu. Kumulative Vorzugsaktien gewähren eine auf die Zukunft übertragbare Dividendengarantie. Sie bewirkt bei ihnen, dass die in einzelnen Jahren wegen unzureichender oder fehlender Gewinne nicht ausgezahlte Dividende als Nachzahlungsanspruch auf künftige Gewinnjahre vorgetragen wird. Zum Schutz der Vorzugsaktionäre gewährt § 140 Abs. 2 AktG  das Stimmrecht, falls die Ausschüttung der Vorzugsdividende 2 Jahre im Rückstand ist, bis der Rückstand vollständig ausgezahlt ist.
Nach § 139 Abs. 2 AktG dürfen Vorzugsaktien ohne Stimmrecht nur bis 50 % des Grundkapitals ausmachen, damit nicht deren Dividendenvorzug die Dividendenberechtigung der Stammaktionäre zu stark beeinträchtigt.

## Umwandlung von Vorzugsaktien in Stammaktien
Vorzugsaktien können in Stammaktien umgewandelt werden, sofern die Hauptversammlung einer Aktiengesellschaft dies genehmigt und Vorstand und Aufsichtsrat das beschließen. Ist die Genehmigung erteilt, ist nach deutschem Recht zudem eine explizite Zustimmung der Vorzugsaktionäre nach § 141 Abs. 3 AktG erforderlich. Die Umwandlung kann obligatorisch oder freiwillig erfolgen; bei einer freiwilligen Umwandlung wird den Inhabern von Vorzugsaktien dann meist angeboten, ihre Vorzugsaktien gegen stimmberechtigte Stammaktien unter Zahlung einer Umwandlungsprämie einzutauschen. Diese Prämie kann dabei so bemessen sein, dass den Aktionären ein finanzieller Anreiz zum Umtausch gegeben wird (d. h. der Wert einer Vorzugsaktie ist geringer als die im Gegenzug erhaltene Stammaktie plus Prämie). Bei einer obligatorischen Umwandlung erfolgt dies in der Regel ohne Zahlung einer Prämie.
Ein solches Vorhaben wird von Unternehmen meist dann erwogen, wenn vergleichsweise wenig Vorzugsaktien mit geringer Marktliquidität gehandelt werden und diese Aktiengattung daher ganz vom Aktienmarkt genommen werden soll. Da Aktienindizes wie der DAX gewisse Mindestanforderungen an die Höhe der Marktkapitalisierung und täglich gehandelte Handelsvolumina von Unternehmen stellen und diese je Aktiengattung betrachtet werden, stellt die Umwandlung ebenfalls eine Möglichkeit dar, die Umsätze und Marktkapitalisierung auf die Stammaktien zu konzentrieren und dadurch eventuell den Sprung in einen gewünschten Index zu schaffen.

## Bilanzierung
Da Vorzugsaktien gemäß § 140 Abs. 1 AktG dem Aktionär außer dem Stimmrecht sämtliche aus der Aktie zustehenden Rechte gewähren, sind sie nach § 266 Abs. 3 lit A I HGB beim Grundkapital (gezeichnetes Kapital) zu bilanzieren. Auch nach IAS 32.11 und IAS 32.18a sind sie Eigenkapitalinstrumente. Selbst eine „garantierte Dividende“ ist abhängig von der Ertragslage, so dass sie nicht die Form eines Anleihezinses annimmt.

## Wirtschaftliche Aspekte
Im Regelfall liegen die Aktienkurse für Vorzugsaktien unter denjenigen der Stammaktien desselben börsennotierten Unternehmens, weil sie stimmrechtslos sind. Die Kursdifferenz liegt in Deutschland bei durchschnittlich 26 %, in Großbritannien bei 13 %, in Frankreich (1986–1996) bei 51 %, in Italien (1987–1990) sogar bei 81,5 % bei hohen Volatilitäten. Die Kursabschläge werden mit dem Konsum von Private Benefits begründet.
Vorzugsaktien führen nämlich zu einer Trennung von Kontrolle und Eigentum. Beträgt beispielsweise das Verhältnis von Stammaktien zu Vorzugsaktien 50 % zu 50 % am Grundkapital, dann kann ein Großaktionär 50 % des Stimmrechts kontrollieren, obwohl er lediglich 25 % des Grundkapitals besitzt. Haben die Stammaktien dagegen einen Anteil von 90 % am Grundkapital, so steigt der minimale Anteil am Grundkapital auf 45 %, um den Stimmenanteil von 50 % zu halten.

## International
In der Schweiz gibt es neben der Vorzugsaktie (Art. 654 OR und Art. 656 OR), die, anders als in Deutschland, wie die Stammaktien auch Stimmrecht hat, zudem noch Partizipationsscheine (Art. 656a ff. OR), die kein Stimmrecht und auch keinen Vorrang besitzen.
In Österreich kann für Aktien, die mit einem nachzuzahlenden Vorzug bei der Verteilung des Gewinns ausgestattet sind, das Stimmrecht ausgeschlossen werden (§ 12a AktG).
Seit Juni 2004 gibt es auch in Frankreich Vorzugsaktien (französisch actions de préférence), wobei der Stimmrechtsausschluss nicht zwingend mit einem Dividendenvorzug verbunden sein muss. Die Gestaltungsfreiheit ist dort sehr groß. In angelsächsischen Ländern sind die kumulativen Vorzugsaktien (englisch cumulative preferred stock) eine der vielen Unterarten von Vorzugsaktien (englisch preferred stock), bei denen sich nicht gezahlte Dividenden ansammeln und sich in Gewinnjahren die Dividendenberechtigung entsprechend erhöht. Im Gegensatz zur deutschen Vorzugsaktie partizipieren limitierte Preferred Stock am anteiligen Bilanzgewinn nicht. Sie dürfen gemäß IAS 1.75e und IAS 1.76a/v ebenfalls als gezeichnetes Kapital ausgewiesen werden, wenn die Gewinnausschüttung im Ermessen der Hauptversammlung liegt.